# Kvadrupólový hmotnostní spektrometr

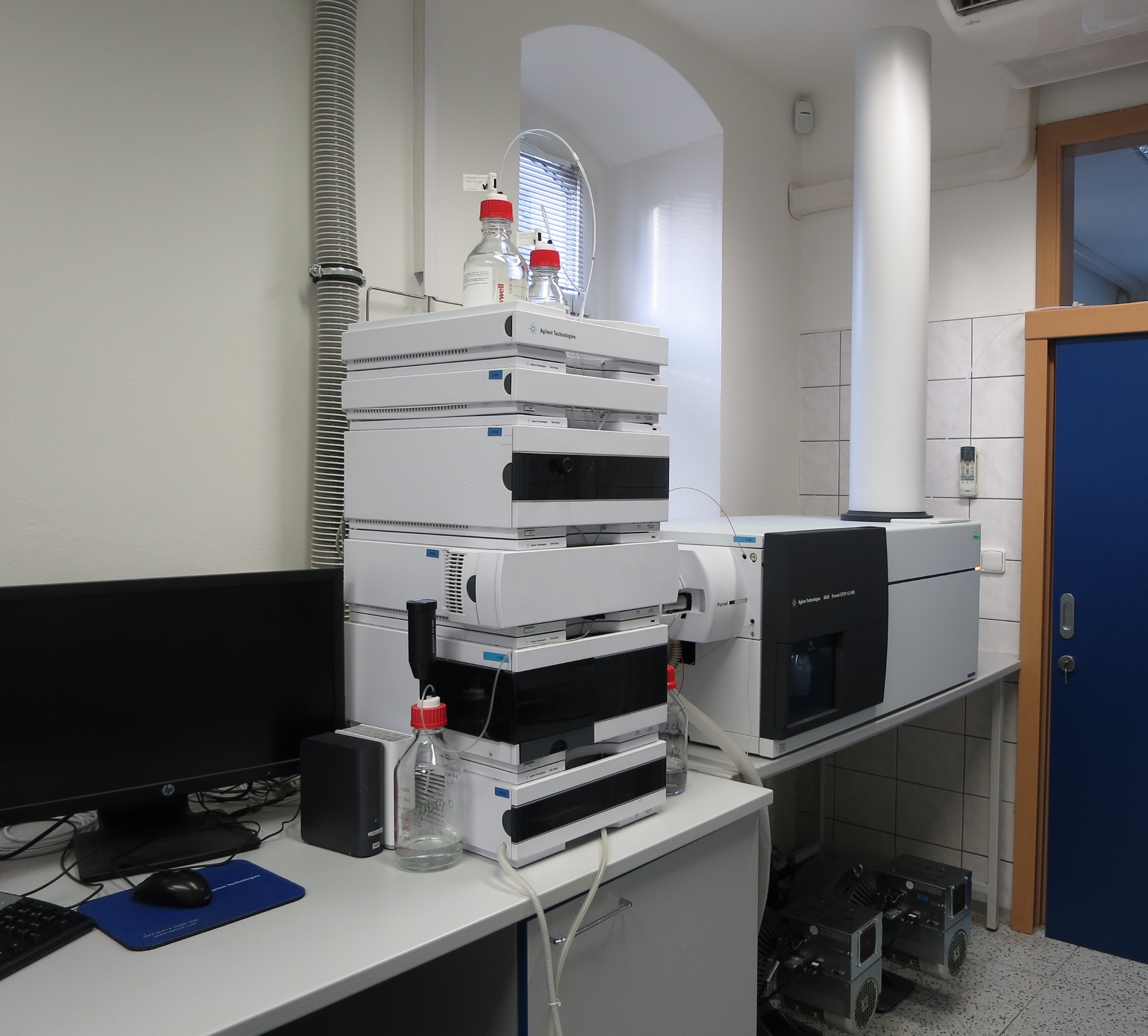
Kapalinový chromatograf s hmotnostním spektrometrem pracujícím na principu doby letu v kombinaci s kvadrupolovým analyzátorem (qTOF). Umožňuje měření v tzv. vysokém rozlišení a slouží zejména k tzv. necílové analýze biologicky aktivních látek (např. nepovolená léčiva a rostlinné toxiny) v potravinách v laboratoři SZPI v Praze.

Kvadrupólový hmotnostní spektrometr je druh analyzátoru ve hmotnostní spektrometrii. Skládá ze čtyř navzájem rovnoběžných válců, které vytvářejí kvadrupól, jenž slouží jako hmotnostní analyzátor, součást hmotnostního spektrometru, která odděluje jednotlivé ionty na základě poměru hmotnosti a náboje (m/z). Ionty jsou v kvadrupólových spektrometrech oddělovány na základě stability svých drah v oscilujících elektrických polích přiváděných na tyče.

## Stavba přístroje
Kvadrupól je tvořen čtyřmi navzájem rovnoběžnými kovovými tyčemi. Dvojice proti sobě umístěných tyčí jsou elektricky propojeny a mezi dvojicemi je vytvořeno vysokofrekvenční střídavé napětí. Ionty se pohybují mezi tyčemi směrem dolů. Do detektoru se při určitém napětí dostanou pouze ionty s určitými hodnotami poměru hmotnosti a náboje, ostatní ionty se pohybují po nestabilních drahách a srážejí se s tyčemi; tím se oddělují ionty s konkrétními hodnotami m/z, které lze měnit změnami napětí. Matematicky lze tento jev vyjádřit Mathieuovou diferenciální rovnicí.

Dráha iontu v kvadrupólovém hmotnostním spektrometru

Nejvhodnějším tvarem tyčí je hyperbola. Válcové tyče s určitým poměrem průměru ke vzájemným vzdálenostem mohou mít vlastnosti velmi podobné hyperbolickým a lze je poměrně snadno vyrobit. Malé odchylky od tohoto poměru mohou výrazně zhoršit rozlišení. Mírné odchylky v tomto poměru u zařízení od různých výrobců způsobují odlišné provozní vlastnosti spektrometrů. Vyrábějí se i kvadrupólové hmotnostní spektrometry s tyčemi, které mají tvar skutečné hyperboly.

## Vícenásobné kvadrupóly a ostatní varianty

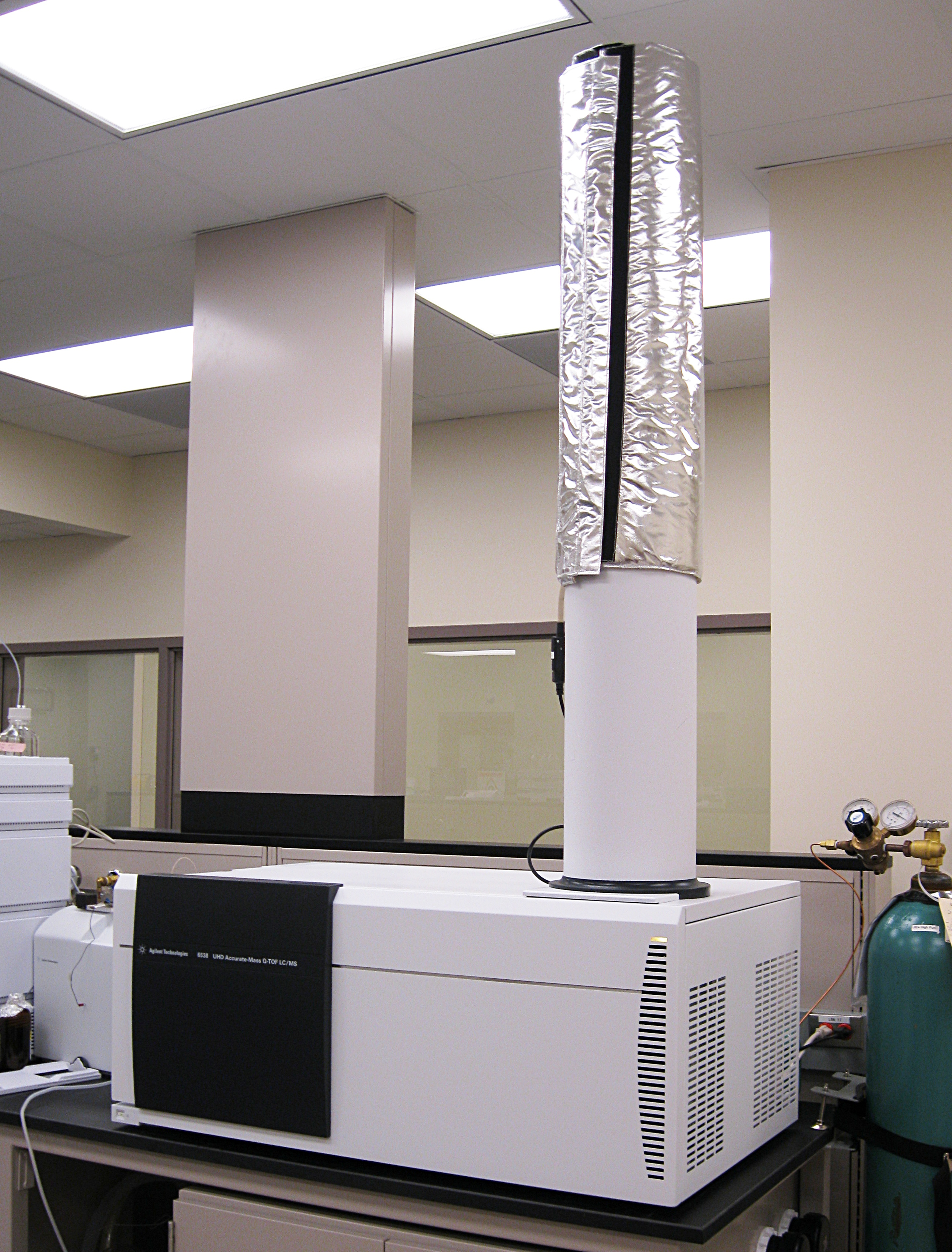
Spojení kvadrupólového analyzátoru s analyzátorem doby letu

Je možné zapojit za sebe tři kvadrupólové hmotnostní spektrometry, čímž se vytvoří trojitý kvadrupólový hmotnostní spektrometr. První (Q1) a třetí (Q3) kvadrupól slouží jako hmotnostní filtry, zatímco prostřední (q2) jako kolizní buňka, která obsahuje radiofrekvenční kvadrupól využívající Ar, He nebo N2 o nízkém tlaku (~ Pa, ~30 eV) k dosahování srážek, které způsobují disociace vybraných iontů z  Q1. Vzniklé fragmenty jsou přemístěny do Q3, kde jsou analyzovány.
Tímto způsobem lze zkoumat fragmenty použitelné pro stanovení struktury tandemovou hmotnostní spektroskopií. Q1 lze například použít jako 'filtr' pro ionty léčiva o známých hmotnostech, které se tvoří v 2. Třetí kvadrupól (Q3) může zkoumat široké rozmezí m/z a tím získávat údaje o četnosti jednotlivých fragmentů, což umožňuje určit strukturu původních molekul.
Toto uspořádání kvadrupólových hmotnostních spektrometrů navrhl Jim Morrison z LaTrobovy univerzity v Austrálii za účelem výzkumu fotodisociace iontů v plynné fázi. První takový spektrometr vyvinul na Michiganské státní univerzitě Christie Enke a student Richard Yost ke konci 70. let 20. století.
Kvadrupóly mohou být součástmi hybridních hmotnostních spektrometrů; například sektorový hmotnostní spektrometr lze spojit s kolizním kvadrupólovým.
Hmotnostně separující a kolizní kvadrupóly je možné propojit s přístroji založenými na době letu za vzniku zařízení nazývaného QTOF MS. Používají se ve hmotnostní spektrometrii peptidů a jiných biopolymerů.
Je známa obdoba kvadrupólového spektrometru nazývaná monopól, která pomocí dvojice elektrod vytváří čtvrtinu kvadrupólu. Jedna elektroda je kruhová a druhá má tvar písmene V. Výkonnost je nižší než u kvadrupólu.
Vylepšení výkonnosti kvadrupólového hmotnostního spektrometru lze dosáhnout zabudováním zdroje magnetického pole do přístroje. Pomocí magnetických polí různě orientovaných vůči QMS bylo dosaženo několika pokroků.

## Využití
Kvadrupólové hmotnostní spektrometry jsou velmi výhodné v případech, kdy je potřeba zkoumat konkrétní ionty, protože je lze na delší dobu přizpůsobit konkrétnímu iontu. Využívají se často v kombinaci s kapalinovou nebo plynovou chromatografií, kde slouží jako vysoce specifické detektory. Kvadrupólové hmotnostní spektrometry jsou často nepříliš nákladné a lze je použít na několik různých účelů. Jednoduché kvadrupólové hmotnostní spektrometry s elektronovou ionizací se používají k analýze plynů, diagnostice plazmatu a v SIMS systémech.